# Walvis Bay
Walvis Bay, que significa «Bahía Ballena» (en afrikáans: Walvisbaai, alemán: Walfischbucht o Walfischbai) es una ciudad de Namibia con una población de unos 80.000 habitantes, está enclavada en la homónima bahía de Walvis, al oeste del país.
La bahía ha sido un refugio para buques debido a su puerto de profundidades naturales, protegido por una lengua de arena de Punta Pelícano. Siendo ricas en plancton y vida marítima, estas aguas acercaron grandes números de ballenas que atrajeron barcos balleneros y buques de pesca. Una sucesión de colonos explotó la posición y recursos de este establecimiento portuario estratégico. El valor del puerto con relación a la ruta de mar alrededor del Cabo de Buena Esperanza había llamado la atención de las potencias mundiales desde que lo descubrieron. Esto explica el complicado estatus político de la Bahía Walvis en el transcurso de los años. 
La ciudad esta conectada con la capital nacional, Windhoek, a través del Ferrocarril Trans-Nambi y por la carretera B2. Las atracciones de la Bahía de Walvis incluyen la artificial Isla Bird (centro de una industria de recolección de guano), la Duna 7 (una de las dunas de arena más altas del mundo) y un museo. En Walvis Bay también se pueden encontrar unas impresionantes minas de sal marina así como varias empresas relacionadas con la pesca.

## Historia
El navegante portugués Bartolomeu Dias, arribó a lo que hoy es Walvis Bay el 8 de diciembre de 1487, en su expedición para descubrir una ruta hacia las Indias Orientales. Llamó a la bahía «Golfo de Santa Maria da Conceição» (Golfo de Santa María de la Concepción).
La población fue fundada por los británicos en 1790 como un enclave para asegurar la ruta de los barcos que viajaban entre Inglaterra y la India, en aquel momento en manos de la Compañía Británica de las Indias Orientales. Además suponía también un punto de control de la ruta neerlandesa que iba hacia su colonia de Ciudad del Cabo.
Tras la Conferencia de Berlín (1884-1885), donde las potencias coloniales europeas se repartieron prácticamente todo el continente africano, la mayor parte de la actual Namibia pasó a ser una colonia alemana llamada África del Sudoeste Alemana, quedando en posesión del Reino Unido el puerto de Walvis Bay y la Islas Pingüino que pasaron a depender administrativamente de la Colonia del Cabo. En 1910, Walvis Bay formó parte de la recién creada Unión Sudafricana, el dominio británico en el sur de África. Sin embargo, se planteó con Alemania una disputa sobre los límites del enclave. Ésta fue definida finalmente en 1911 y a la Bahía Walvis le fue asignada un área de 1124 km².
Con el estallido de la Primera Guerra Mundial (1914-1918) la zona se convirtió en un escenario enfrentamientos en la campaña de África del Sudoeste entre tropas alemanas y sudafricanas. Walvis Bay fue ocupado por los alemanes en enero de 1915, pero en marzo las fuerzas sudafricanas, en su campaña de invasión de la colonia alemana, recuperaron el control de Walvis Bay. Tras el final de la guerra, la colonia alemana se convirtió en un mandato de la Unión Sudafricana mientras que Walvis Bay fue transferida en 1921 al gobierno sudafricano, bajo administración civil, e incluido en el mandato de África del Sudoeste.
En 1977 la  República de Sudáfrica, establecida en 1961, renunció a la anexión del mandato pero si traspasó el control de Walvis Bay a la provincia del Cabo, como distrito incluido en la Ciudad del Cabo, con representación en el consejo provincial y en el parlamento sudafricano. En 1982 se convirtió en un distrito independiente.
Pese a la presión de las Naciones Unidas, Sudáfrica siguió reteniendo el enclave de Walvis Bay sin plantearse incluirlo en el territorio del Sudoeste. En 1990 el territorio de África del Sudoeste obtuvo la independencia como Namibia, pero Walvis Bay, junto a las Islas Pingüino seguía bajo soberanía sudafricana. No obstante, en 1992 ambos estados acordaron el establecimiento de una Autoridad Administrativa Conjunta de Transición para el futuro traspaso a Namibia del enclave. Finalmente, en 1993 se aprobó el traspaso y, tras el acuerdo entre ambos estados, Walvis Bay pasó formalmente a soberanía namibia el 1 de marzo de 1994.

## Clima
Walvis Bay presenta una rara variación templada del clima desértico (BWn en la clasificación climática de Köppen). Recibe un promedio aproximadamente de 10 mm anuales de precipitación, lo cual la hace una de las ciudades más secas del planeta. A pesar de que posee un clima árido, las temperaturas suelen ser muy moderadas debido principalmente a las frías corrientes costeras cercanas a la ciudad.
| Parámetros climáticos promedio de Walvis Bay, Namibia | Parámetros climáticos promedio de Walvis Bay, Namibia | Parámetros climáticos promedio de Walvis Bay, Namibia | Parámetros climáticos promedio de Walvis Bay, Namibia | Parámetros climáticos promedio de Walvis Bay, Namibia | Parámetros climáticos promedio de Walvis Bay, Namibia | Parámetros climáticos promedio de Walvis Bay, Namibia | Parámetros climáticos promedio de Walvis Bay, Namibia | Parámetros climáticos promedio de Walvis Bay, Namibia | Parámetros climáticos promedio de Walvis Bay, Namibia | Parámetros climáticos promedio de Walvis Bay, Namibia | Parámetros climáticos promedio de Walvis Bay, Namibia | Parámetros climáticos promedio de Walvis Bay, Namibia | Parámetros climáticos promedio de Walvis Bay, Namibia |
| Mes                                                   | Ene.                                                  | Feb.                                                  | Mar.                                                  | Abr.                                                  | May.                                                  | Jun.                                                  | Jul.                                                  | Ago.                                                  | Sep.                                                  | Oct.                                                  | Nov.                                                  | Dic.                                                  | Anual                                                 |
| ----------------------------------------------------- | ----------------------------------------------------- | ----------------------------------------------------- | ----------------------------------------------------- | ----------------------------------------------------- | ----------------------------------------------------- | ----------------------------------------------------- | ----------------------------------------------------- | ----------------------------------------------------- | ----------------------------------------------------- | ----------------------------------------------------- | ----------------------------------------------------- | ----------------------------------------------------- | ----------------------------------------------------- |
| Temp. máx. abs. (°C)                                  | 25.3                                                  | 26.4                                                  | 34.5                                                  | 25.0                                                  | 26.0                                                  | 32.5                                                  | 32.9                                                  | 33.4                                                  | 31.3                                                  | 27.5                                                  | 28.3                                                  | 25.5                                                  | 34.5                                                  |
| Temp. máx. media (°C)                                 | 20.0                                                  | 20.3                                                  | 19.6                                                  | 18.6                                                  | 19.0                                                  | 18.8                                                  | 17.8                                                  | 16.4                                                  | 15.8                                                  | 16.6                                                  | 17.7                                                  | 19.0                                                  | 18.3                                                  |
| Temp. media (°C)                                      | 17.6                                                  | 17.9                                                  | 17.2                                                  | 15.7                                                  | 15.6                                                  | 15.2                                                  | 14.1                                                  | 13.2                                                  | 13.2                                                  | 14.0                                                  | 15.3                                                  | 16.6                                                  | 15.5                                                  |
| Temp. mín. media (°C)                                 | 15.2                                                  | 15.5                                                  | 14.7                                                  | 12.9                                                  | 12.1                                                  | 11.4                                                  | 10.3                                                  | 10.1                                                  | 10.7                                                  | 11.5                                                  | 12.9                                                  | 14.2                                                  | 12.6                                                  |
| Temp. mín. abs. (°C)                                  | 10.5                                                  | 9.2                                                   | 10.5                                                  | 8.5                                                   | 7.0                                                   | 5.0                                                   | 3.4                                                   | 4.4                                                   | 6.1                                                   | 5.0                                                   | 8.5                                                   | 9.6                                                   | 3.4                                                   |
| Precipitación total (mm)                              | 1.0                                                   | 2.0                                                   | 5.0                                                   | 1.0                                                   | 1.0                                                   | 2.0                                                   | 0.0                                                   | 0.2                                                   | 0.1                                                   | 0.1                                                   | 0.7                                                   | 0.1                                                   | 13.2                                                  |
| Días de precipitaciones (≥ 0.1 mm)                    | 0.6                                                   | 0.8                                                   | 1.1                                                   | 0.5                                                   | 0.4                                                   | 0.5                                                   | 0.0                                                   | 0.4                                                   | 0.5                                                   | 0.4                                                   | 0.6                                                   | 0.4                                                   | 6.2                                                   |
| Horas de sol                                          | 232                                                   | 189                                                   | 211                                                   | 237                                                   | 251                                                   | 231                                                   | 236                                                   | 220                                                   | 189                                                   | 226                                                   | 210                                                   | 214                                                   | 2646                                                  |
| Humedad relativa (%)                                  | 87                                                    | 87                                                    | 89                                                    | 89                                                    | 86                                                    | 81                                                    | 82                                                    | 86                                                    | 89                                                    | 88                                                    | 88                                                    | 88                                                    | 86.7                                                  |
| Fuente n.º 1: Deutscher Wetterdienst                  |                                                       |                                                       |                                                       |                                                       |                                                       |                                                       |                                                       |                                                       |                                                       |                                                       |                                                       |                                                       |                                                       |
| Fuente n.º 2: Danish Meteorological Institute         |                                                       |                                                       |                                                       |                                                       |                                                       |                                                       |                                                       |                                                       |                                                       |                                                       |                                                       |                                                       |                                                       |

## Galería de imágenes

Duna 7.
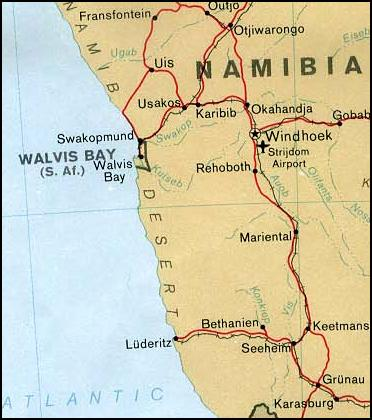
Mapa con la ubicación de Walvis Bay referenciándola a Sudáfrica, antes de la transferencia a Namibia.
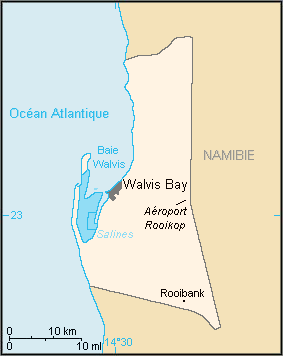
Mapa de la región de Walvis Bay.
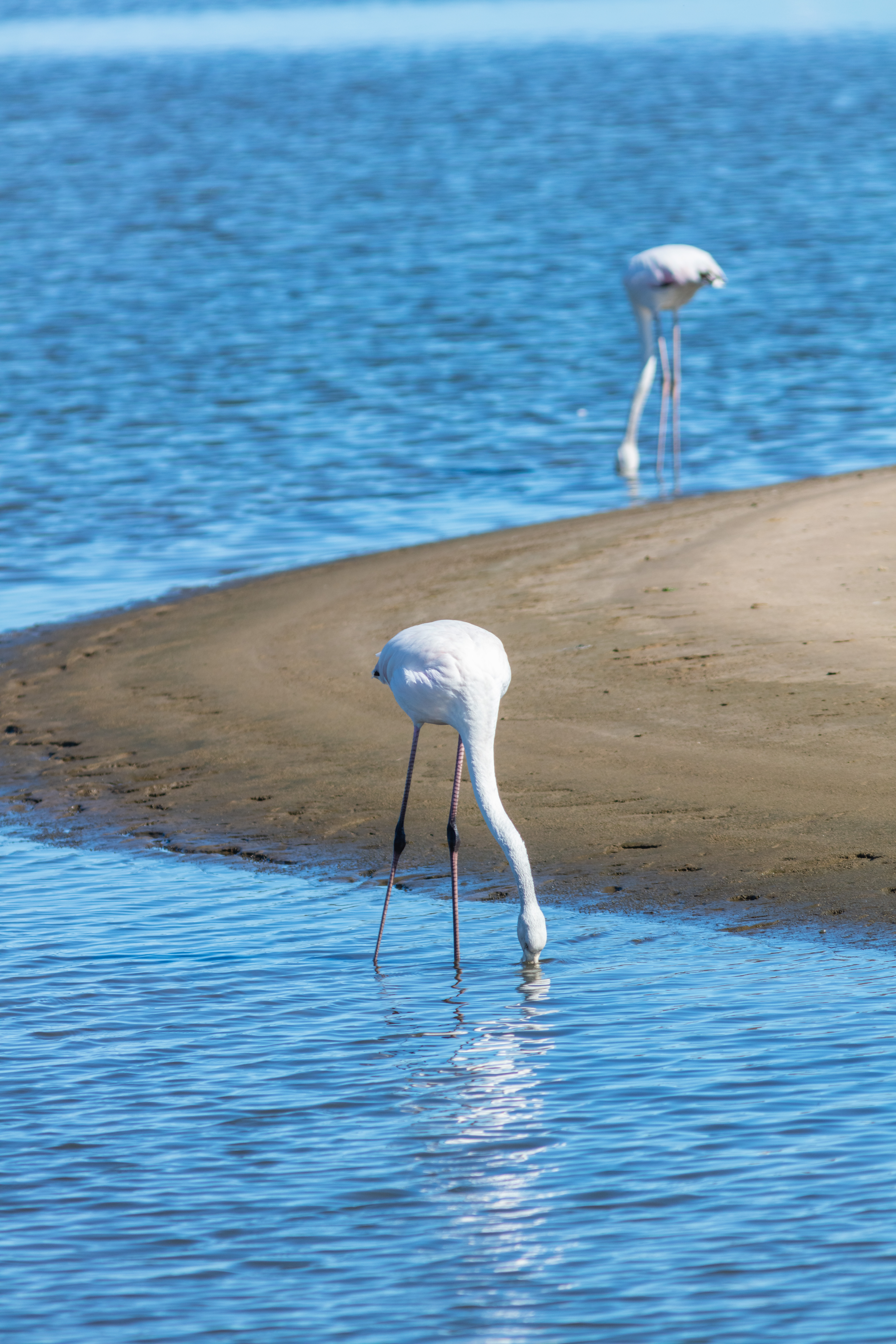
Flamencos comunes (Phoenicopterus roseus).